# Cơ quan nội chính Hoàng gia Nhật Bản
Cơ quan nội chính Hoàng gia (宮内庁 Kunai-cho, Hán-Việt: Cung nội sảnh) là cơ quan chính phủ của Nhật Bản phụ trách các vấn đề liên quan đến Hoàng gia Nhật Bản, giúp đỡ Thiên Hoàng xử lý chính vụ, tiếp đón quốc khách, đại sứ, đồng thời là nơi bảo vệ Ấn Quốc gia và Ấn Thiên hoàng. Trước Thế chiến thứ 2 kết thúc còn được gọi là Cung nội tỉnh (宮内省 Kunai-shō).
Cơ quan là một ngoại cục trực thuộc văn phòng Nội Các (Nội Các thiết trí pháp điều 49, 64), tuy nhiên có quyền tự quyết sách trong các vấn đề nội bộ (Nội Các thiết trí pháp điều 48). Bổ nhiệm nhân sự nội bộ do chính Cung nội Sảnh quyết định.

## Lịch sử
Cơ quan nội chính Hoàng gia có thể truy nguyên từ thị thần của Thiên hoàng. Theo Nhật Bản Thư Kỷ (日本書紀) thì năm Bạch Phụng thứ 9 (năm 680 CN) đã có chức Cung nội Khanh, Cung nội Quan Đại Phu. Năm Chu Điểu nguyên niên (năm 686 CN) phần Thiên Vũ Thiên Hoàng có ghi lại hoạt động của cơ quan Cung nội sự. Đến năm Thái Bảo nguyên niên (năm 701 CN) lập quan chế Thái Bảo Lệnh, lập tám tỉnh (tương đương lục bộ ở Việt Nam) trong đó có Cung nội Tỉnh.
Sau Minh Trị Duy Tân, 1869 (Minh Trị thứ 2), Cung nội sảnh cũ được cải tổ theo thể chế mới, do một Cung nội Khanh đứng đầu. Năm 1885, thành lập Nội Các, Cung nội Khanh trở thành Cung nội Đại Thần, nhận 1 ghế Nội Các. Năm 1886, Cung nội sảnh tái tổ chứ thành 2 khóa, 5 chức, 6 liêu và 4 cục. Năm 1908 cải tổ theo Hoàng thất Lệnh, Cung nội Đại Thần trở lại làm cố vấn cho Thiên Hoàng trong các bấn đề liên quan đến Hoàng gia.
Đến năm 1945, trước khi chiến tranh kết thúc, Cung nội sảnh phát triển thành 1 văn phòng, 2 chức, 8 liêu và 2 cục cộng thêm Văn phòng Nội Đại Thần, Chưởng điển Chức, Sở ngự nhạc, Bảo tàng Hoàng gia, Cục viên lâm Hoàng gia, Học Tập Viện 13 ngoại cục khác và Văn phòng Kyoto, với khoảng 6200 nhân viên. Sau khi ban bố Hiến pháp 1947, Cung nội Sảnh giáng xuống thành Cung nội Phủ, trực thuộc quyền Thủ tướng. Cung nội Phủ giảm còn 1 văn phòng, 3 chức 4 liêu và Văn phòng Kyoto với khoảng 1500 nhân viên tại nhiệm.
Năm 1949, Luật tổ chức Nội Các được thi hành, theo đó Cung nội Phủ trở thành Cung nội sảnh, là một ngoại cục của Văn phòng Thủ tướng, dưới quyền Cung nội Sảnh trưởng quan và thứ quan, gồm 1 văn phòng, 3 chức và 2 bộ thêm Văn phòng Kyoto. Sau đợt cải tổ chính phủ trung ương năm 2001, Cung nội Sảnh chuyển sang thuộc quyền Văn phòng Nội Các, nhưng cơ cấu bên trong không thay đổi.

## Cơ sở
Địa chỉ: Tokyo-tou, Chiyoda-ku, Chiyoda 1 Ban 1 (Mặt bắc cổng Jisashita).
Cung nội Sảnh Nội Bưu chính Cục: bưu điện riêng của Hoàng cung được khai trương năm 1924, hiện do Công ty bưu chính Nhật Bản quản lý, nhưng do nhân viên nội bộ phân phối thư và bưu kiện.
Sở Cảnh sát Hoàng cung. 

## Tổ chức
Cung Nội Sảnh thuộc quản lý của Văn phòng Nội Các, ngoài các vấn đề quốc gia và hoàng gia có liên quan, cũng như để hỗ trợ Thiên Hoàng tiếp các nhà ngoại giao nước ngoài và tổ chức các sự kiện liên quan; đồng thời là nơi bảo vệ Ấn Quốc gia và Ấn Thiên hoàng, là trách nhiệm của Cơ quan.
Tổ chứ nội bộ gồm có 1 văn phòng, 3 chức và 2 bộ cộng thêm 2 cơ quan ngoại thuộc và 1 cơ sở địa phương. Sảnh trưởng và Thị Tùng trưởng (đứng đầu Thị Tùng chức) đểu là Nhận Chứng Quan, tức do Thiên Hoàng trực tiếp bổ nhiêm.
Cơ quan nội bộ
- Văn phòng Trưởng quan
  - Thư ký khóa
  - Tổng vụ khóa
  - Cung vụ khóa
  - Chủ kế khóa
  - Dụng độ khóa
  - Bệnh viện Cung nội Sảnh
- Thị tòng chức: Phụ trách vấn đề cá nhân của Thiên Hoàng, Hoàng Hậu và hoàng nam, hoàng nữ chưa xuất phủ (không bao gồm Hoàng Thái Tử,Thân Vương), bảo quản Ngự Tỉ và Quốc Tỉ
  - Thị tòng trưởng
  - Thị tòng phó trưởng, Thị tòng, Nữ quan trưởng, Nữ quan, Thị y trưởng, Thị y.
- Đông cung chức: Phụ trách vấn đề cá nhân của Hoàng Thái Tử, Hoàng Thái Tử phi, Hoàng Thế tôn (nếu có).
  - Đông cung đại phu
  - Đông cung thị tòng trưởng, Đông cung thị tòng, Đông cung Nữ quan trưởng, Đông cung Nữ quan, Đông cung Thị y trưởng, Đông cung Thị y.
- Thức bộ chức: phụ trách lễ nghi, giao tế, âm nhạc trong cung đình, 
  - Thức bộ quan trưởng
  - Thức bộ phó trưởng, Thức bộ quan phụ trách nhã nhạc, dương nhạc, đại tiệc
- Thư lăng bộ
  - Thư lăng bộ trưởng
  - Đồ thư khóa
  - Biên tu khóa
  - Lăng mộ khóa
  - Sở quản lý lăng mộ Tama (trụ sở đặt tại khu lăng Musashi, Hachiouji, Tokyo)
    - Phụ trách quản lý Hoàng lăng khu vực các tỉnh Nagano, Yamagata, Niigata, Tochigi, Tokyo và Kanagawa.

  - Sở quản lý lăng mộ Momoyama (Trụ sở tại Sơn lăng Fushiminomomoyama, Kyoto)
    - Phụ trách Hoàng lăng các tỉnh Yamagushi, Hỉoshima, Okayama, Fukuoka, Nagasaki, Kunamoto, Saga, Kagoshima, Miyazaki và một phần Kyoto, Hyogo, Osaka

  - Sở quản lý lăng mộ Tsukinowa (trụ sở đặt tại chùa Sennyuu, Kyoto)
    - Phụ trách Hoàng lăng các tỉnh Toyama, Ishikawa, Shiga, Shimane, Tottori và một phần Kyoto, Hyogo

  - Sở quản lý lăng mộ Unubi (trụ sở đặt tại Lăng Thần Vũ Thiên hoàng Kashihara, Nara)
    - Phụ trách Hoàng lăng các tỉnh Nara, Mie, Gifu, Aichi, Shizuoka

  - Sở quản lý lăng mộ Furuichi (trụ sở đặt tại Lăng Ứng Thần Thiên hoàng Habikino, Osaka)
    - Phụ trách Hoàng lăng các tỉnh Wakayama, Kagawa, Tokushima, Ehime, Kochi và một phần Osaka, Hyogo
- Quản lý bộ
  - Quản lý bộ trưởng
  - Quản lý khóa
  - Công vụ khóa
  - Thính viên khóa
  - Đại thiện khóa
  - Xa mã khóa
  - Cung điện quản lý quan
  - Sở quản lý Ngự để Nasu
- Sở quản lý Ngự để Hayama
- Sở quản lý Ngự để Suzaki
- Sở quản lý Ngự viên Đông Hoàng cung

Cơ quan địa phương
- Chính thương viện sự vụ sở : Quản lý di tích Chính thương viện (正倉院), Nara
- Ngự liệu mục trường : Quản lý trang trại Hoàng gia (Gunma), chuyên cung cấp thực phẩm tươi cho nhà bếp Hoàng cung
- Kinh đô sự vụ sở : Quản lý Hoàng cung Kyoto, Hoàng cung Omiya, Hoàng cung Sento, Katsura cùng nhiều tài sản khác.

## Trưởng quan qua các thời kỳ
| thứ tự                    | Tên                             | Nhiệm kỳ                              | Tiền chức              | Điểm nổi bật |
| ------------------------- | ------------------------------- | ------------------------------------- | ---------------------- | ------------ |
| Cung nội Phủ trưởng quan  |                                 |                                       |                        |              |
| 1                         | Matsudaira Yoshitami (松平慶民) | 03/05/1947 – 05/06/1948               | Cung nội Tỉnh          |              |
| 2                         | Tajima Michiji (田島道治)       | 5 Jun 1948 – ngày 31 tháng 5 năm 1949 | dân sự                 | cont.        |
| Cung nội Sảnh trưởng quan |                                 |                                       |                        |              |
| 1                         | Tajima Michiji (田島道治)       | 01/06/1949 – 16/12/1953               | dân sự                 |              |
| 2                         | Takeshi Usami (宇佐美毅)        | 16/12/1953 – 26/05/1978               | Bộ Nội vụ              |              |
| 3                         | Tomohiko Tomita (富田朝彦)      | 26/05/1978 – 14/06/1988               | Sở Cảnh sát Trung ương |              |
| 4                         | Shōichi Fujimori (藤森昭一)     | 14/06/1988 – 19/01/1996               | Bộ Y tế, Bộ Môi trường |              |
| 5                         | Sadame Kamakura (鎌倉節)        | 19/01/1996 – 2/04/2001                | Sở Cảnh sát Trung ương |              |
| 6                         | Toshio Yuasa (湯浅利夫)         | 2/04/2001 – 1/04/2005                 | Bộ Tự trị địa phương   |              |
| 7                         | Shingo Haketa (羽毛田信吾)      | 1/04/2005 – 1/06/2012                 | Bộ Y tế                |              |
| 8                         | Noriyuki Kazaoka (風岡典之)     | 1/06/2012 –                           | Bộ Xây dựng            |              |